# Мартуні (Ахалкалакі)
Мартуні (груз. მარტუნი) — село в Грузії.
За даними перепису населення 2014 року в селі проживає 207 осіб.